# Nina Ricci (dom mody)
Nina Ricci – francuski dom mody i firma produkująca perfumy oraz kosmetyki, założona w 1932 roku przez Ninę Ricci i jej syna Roberta, od 1998 roku jest własnością hiszpańskiego przedsiębiorstwa Puig.

## Historia
Marka modowa Nina Ricci została stworzona przez Roberta Ricci w 1932 roku. Nazwa przedsiębiorstwa nie jest przypadkowa, gdyż jest to imię i nazwisko matki założyciela, a jednocześnie pierwszej projektantki i dyrektor kreatywnej. Projektami ubrań zajmowała się sama Nina Ricci. Jej syn - Robert - był odpowiedzialny za promocje domu mody.
Główną cechą projektów ubrań dla kobiet była funkcjonalność oraz dopracowanie detali. Ricci podkreślała, że chce, aby jej kreacje nosiły "zwykłe kobiety", a nie "gwiazdy kina". Tym samym rezygnowano z ekstrawaganckich dodatków, a głównym materiałem były muślin i krepa.
Znane perfumy wyprodukowane przez firmę Nina Ricci:
- Coeur-Joie (1946, projekt flakonu - Marc Lalique, projekt graficzny - Christian Bérard)
- L'Air du Temps (1948, Robert Ricci)